# Ибрахим паша Паргалъ
Вижте пояснителната страница за други личности с името Ибрахим паша.
Ибрахим паша Паргалъ (на турски: Pargalı İbrahim Paşa, произн. Паргалъ; 1494 – 1536), известен и като Ибрахим паша Френк (Европеецът), Ибрахим паша Макбул (Любимецът) и по-късно злъчно като Мактул Ибрахим паша (Екзекутираният) след екзекуцията му в двореца Топкапъ сарай, е първият Велик везир (1520 – 1566) на Османската империя при управлението на Сюлейман I Великолепни. През 1523 г. заема мястото на Пири Мехмед паша – Велик везир на Сюлейман. Ибрахим паша се радва на авторитет и власт почти без паралел в историята на империята, но през 1536 г. е екзекутиран по заповед на султана и имотите му са конфискувани в полза на държавата.

## Биография
Ибрахим паша е роден в гръцко християнско семейство в околностите на Парга в Епир, дн. Гърция. Син на моряк от Парга, той е взет като кръвен данък и изпратен в двореца в Маниса в Западна Анатолия, където се обучавали османските престолонаследници (шехзаде). Там той се сприятелява със сина на султана – принц Сюлейман, с когото са връстници.
Ибрахим е обучен и става полиглот и универсален човек. След възкачването на трона на Сюлейман през 1520 г. Ибрахим е назначен на различни постове, първият от които е Главен соколар. През 1523 г. е назначен за Велик везир, а после и за върховен главнокомандващ (Сераскер) и Бейлербей на Румелия. Доказва качествата и уменията си в множество дипломатически и военни мисии. Според хроники от ХVII в. растежът му в йерархията е толкова главоломен, че самият той моли Сюлейман да спре да го повишава в звание и ранг, за да не си навлече неприязънта и гнева на другите везири, които очакват част от титлите и правомощията за себе си. Впечатлен от скромността на Ибрахим, Сюлейман се заклева да не отнема живота му.
Ибрахим паша се жени за сестрата на Сюлейман – Хатидже султан, и става Дамат (зет в Османската династия), но тази титла не се асоциира често с него, вероятно за да не се бърка с други двама везири със същото име – Ибрахим паша Дамат (босненец) и Ибрахим паша Невшехирли Дамат (турчин). Ибрахим паша обикновено е наричан Паргали (заради произхода си) или Френк (заради европейските си маниери и вкусове). Въпреки че приема исляма още като дете, той не къса с християнските си корени и взима родителите си да живеят при него в османската столица.

Дипломатическите мисии на Ибрахим паша в Западна Европа постигат пълни успехи. Представящ се за „истинската сила в Османската империя“, Ибрахим паша използва различни тактики да сключи изгодни споразумения с лидерите на католическите сили. Венецианските дипломати го наричат „Ибрахим Великолепни“, по подобие на прякора на султана. През 1533 г. Ибрахим паша успява да убеди Карл V, император на Свещената Римска империя, да отстъпи Унгария, която става османско васално княжество. През 1535 г. сключва паметно споразумение с Франсоа I, което дава на Франция изгодни търговски права в Османската империя в замяна на подкрепата им срещу Хабсбургите и поставя началото на съвместни франко-османски морски маневри и позволява създаването на бази на османската флота в Южна Франция (Тулон) през зимата на 1543 – 1544 г.
Ибрахим паша започва да губи позиции по време на кампанията срещу империята на Сефевидите, когато си дава званието „сераскер султан“. Въпреки че е изключително способен военачалник, включването на думата „султан“ в титлата се приема за тежка обида към Сюлейман. Ибрахим паша успява да убеди Сюлейман да екзекутира финансовия министър Искендер Челеби през 1535 г. за интриги. В предсмъртните си думи Челеби обвинява Ибрахим паша в конспирация срещу султана.
Ибрахим паша става враг и на Хюррем Султан заради подкрепата му на принц Мустафа, син на Сюлейман I от първата му хасеки Махидевран и очакван наследник на престола. (Мустафа е удушен по заповед на баща си на 6 октомври 1553 г., а престолът се наследява от Селим, син на Хюррем Султан.)
Сюлейман успява да получи специална фатва, за да се отметне от клетвата да не отнема живота на Ибрахим (в замяна на построяването на джамия). Фатвата е обявена една седмица преди насрочената екзекуция и Сюлейман вечеря сам с Ибрахим всяка вечер от тази седмица, давайки възможност на дългогодишния си приятел да избяга или да го убие. От писмата на Ибрахим, намерени по-късно, става ясно, че той е знаел за намеренията на Сюлейман, но въпреки това решава да му остане верен докрай и да приеме присъдата си. Паргали Ибрахим паша е удушен от пазачите в двореца.
По-късно Сюлейман се разкайва и горчиво съжалява за смъртта на Ибрахим. Характерът му коренно се променя и султанът се отдръпва от ежедневното управление на империята. Чувствата и настроенията му са отразени в поезията му, която дори двадесет години по-късно разглежда темата за приятелството и верността. Днес в неговия дворец на площад „Султан Ахмед“ в Истанбул се помещава Музеят за турско и ислямско изкуство. Сградата има крепостен план (Ибрахим паша е имал многобройни противници) и е единствената резиденция на човек, роден извън пределите на Империята, която се нарича „дворец“.

## В литературата
- Художествени съчинения за Паргали Ибрахим паша или базирани на живота му са романите Harem Secrets на Алъм Бати и Mikael Hakim на Мика Валтари.